# Sveti Jakov
Sveti Jakov je naselje na Hrvaškem, ki upravno spada pod mesto Mali Lošinj; le-ta pa spada pod Primorsko-goransko županijo.
Sveti Jakov leži na vzhodni strani severnega dela otoka Lošinj ob stari cesti, ki povezuje  Mali Lošinj z Osorjem, od katereka je oddaljen okoli 5 km. V manjšem pristanišču pod naseljem, ki leži v Uvali Zakalčić, so bili najdeni ostanki rimskega sarkofaga. Na pokopališču stoji romanska kapela sv. Jakova, ki je bila povečana leta 1624. Na njeni fasadi so napisi v glagolici.  V novi cerkvi postavljeni sredi naselja pa so ohranjeni ostanki lesenega razpela iz obdobja gotike in deli oltarnega triptiha.

## Demografija
| Pregled števila prebivalcev po letih | Pregled števila prebivalcev po letih | Pregled števila prebivalcev po letih | Pregled števila prebivalcev po letih | Pregled števila prebivalcev po letih | Pregled števila prebivalcev po letih | Pregled števila prebivalcev po letih | Pregled števila prebivalcev po letih | Pregled števila prebivalcev po letih | Pregled števila prebivalcev po letih | Pregled števila prebivalcev po letih | Pregled števila prebivalcev po letih | Pregled števila prebivalcev po letih | Pregled števila prebivalcev po letih | Pregled števila prebivalcev po letih |
| ------------------------------------ | ------------------------------------ | ------------------------------------ | ------------------------------------ | ------------------------------------ | ------------------------------------ | ------------------------------------ | ------------------------------------ | ------------------------------------ | ------------------------------------ | ------------------------------------ | ------------------------------------ | ------------------------------------ | ------------------------------------ | ------------------------------------ |
| 1857                                 | 1869                                 | 1880                                 | 1890                                 | 1900                                 | 1910                                 | 1921                                 | 1931                                 | 1948                                 | 1953                                 | 1961                                 | 1971                                 | 1981                                 | 1991                                 | 2001                                 |
| 148                                  | 149                                  | 159                                  | 190                                  | 217                                  | 244                                  | 275                                  | 228                                  | 210                                  | 132                                  | 90                                   | 50                                   | 35                                   | 41                                   | 37                                   |